# Fourgon automoteur E9-E13
Les fourgons automoteurs E9-E13 du PO sont une série de quatre fourgons automoteurs électriques à bogies construits en 1900 pour la Compagnie du chemin de fer de Paris à Orléans (PO), destinés à tirer des voitures de voyageurs classiques sur les lignes électrifiées par 3e rail.  

## Histoire et carrière
Lors de la construction de la ligne reliant Paris Gare d'Austerlitz à Paris Quai d'Orsay lors de l'exposition universelle de 1900, électrifiée dès sa construction par 3e rail 550V, la PO décide de commander 4 fourgons automoteurs électriques pour assurer la traction des trains de voyageurs sur la ligne, numérotés E9 à E13. 
Mis en service en 1900, leur service se limite d'abord à la courte section Gare d'Austerlitz-Gare d'Orsay, longue de 4 km dans Paris intra-muros, seule ligne électrifiée de la compagnie puisque la première, assurant la relève des locomotives à vapeur à Austerlitz pour les trains en provenance de banlieue ou de province. 
En 1904, l'électrification par 3e rail sur les 19 km de Paris à Juvisy étend considérablement leur rayon d'action. 
L'arrivée des automotrices voyageurs Ae 1 à 7 à partir de 1904 supprime leur monopole sur les lignes électrifiées d'Austerlitz et commence à leur faire de l'ombre. 
En 1921, l'électrification en antenne des 7 km de Choisy-le-Roi à Orly leur permet d'étendre leur rayon d'action, toujours accompagnées de Ae 1 à 7. 
Les E9-E13 seront retirés du service en 1924 à cause de leur puissance insuffisante, remplacées par les locomotives 1D E21-25.